# Bernat Sòria Escoms
Bernat Sòria Escoms (Carlet, Ribera Alta, 1951) és un metge i científic valencià. Fou Ministre de Sanitat i Consum entre el 6 de juliol del 2007 i el 7 d'abril del 2009.

## Biografia
Va néixer el 7 de maig de 1951 a la població de Carlet, situada a la comarca de la Ribera Alta. Va estudiar medicina a la Universitat de València, universitat en la qual es va doctorar. És, a més a més, soci d'Acció Cultural del País Valencià.

## Recerca científica
Després de doctorar-se va esdevenir Coordinador de l'àrea de Fisiologia (3B) de l'Agència Nacional d'Avaluació i Prospectiva, entitat dependent del Ministeri d'Educació i Ciència; catedràtic de fisiologia de la Universitat Miguel Hernández d'Elx i director de l'Institut de Bioenginyeria d'aquesta universitat entre el 1997 i 2005. Actualment és el coordinador de la Xarxa Europea de Cèl·lules Mare Embrionàries, a més de catedràtic de fisiologia de la Universitat Pablo de Olavide i director del Centre Andalús de Biologia Molecular i Medicina Regenerativa de Sevilla, i és considerat un dels principals experts mundials en la investigació amb cèl·lules mare. L'any 2005 va rebre el Premi Galien a la Millor Tasca de Recerca Científica. Ha publicat mes de 160 articles cièntifics (PubMed) y editat 4 llibres
Ex Ministre de Sanitat i Consum d'Espanya (2007-2009), va anar anteriorment Catedràtic de Fisiologia en la Facultat de Medicina d'Alacant i Miguel Hernández (1986-2005), Director de CABIMER (Centre Andalús de Biologia Molecular i Medicina Regenerativa de Sevilla, Espanya) (2005-2007) i Catedràtic Extraordinari de Medicina Regenerativa de la Universitat Pablo de Olavide de Sevilla (2005-2007).
Es va llicenciar en Medicina i Cirurgia en la Universitat de València (Espanya), on també va obtenir el seu Doctorat i va completar els seus estudis de postdoctorat en l'Institut Max Planck de Química Biofísica (Göttingen, Alemanya 1978-1980) i en la Universitat de East Anglia (Norwich, el Regne Unit 1980-82).
Ha estat Professor Visitant en la Universitat Nacional de Singapur (2001-2005), President de la Xarxa Europea de Cèl·lules Mare i President de l'Associació Europea de Societats de Biofísica (EBSA, 2000-2004). Anteriorment ha ocupat càrrecs com la presidència de la Societat Espanyola de Diabetis (SED) i de la seva Fundació (FSED), la Societat Espanyola de Biofísica (SBE) i la Societat Espanyola de Ciències Fisiològiques (SECF).
Ha publicat més de 160 articles de recerca (Web of Knowledge; PubMed) i editat diversos llibres. La seva producció científica ha rebut més de 8000 cites en els camps de la recerca de cèl·lules mare, diabetis, biofísica dels illots pancreàtics i la seva fisiopatologia. Va ser pioner en el camp de la diferenciació de cèl·lules mare cap a cèl·lules productores d'insulina (la seva publicació en la revista Diabetis (2000), amb més de 1.200 cites pertany al grup dels “Highly Cited Papers”).
En l'actualitat és Profesor Emèrit de Fisiologia de la Facultat de Medicina d'Alacant i Catedràtic Extraordinari de la Universitat Pablo de Olavide de Sevilla. La seva recerca es desenvolupa al Institut de Bioengyneria i al ISABIAL- Hospital General i Universitari d'Alacant i tracta de nous tractaments de la COVID-19 amb linfocits T de memòria i cèl·lules mesenquimàtiques (projecte DECODE- "Decrease COVID Deaths" Institut Carles III) i l'evitació de l'amputaciò del peu diabètic (projecte NOMA "No More Amputations"-Institut Carles III).
Entre altres reconeixements, ha rebut el Premi Cañada-Blanch a la millor llicenciatura, el Premi del Ateneu Jovenivol del Ateneu Mercatil de València, el Premi i Medalla d'Or de la Reial Acadèmia Nacional de Medicina, el Premi Alberto Sols a la Recerca en Ciències de la Salut, el Premi Galien Internacional, la Medalla d'Andalusia i, més recentment, el Rei Joan Carles I, li va concedir la Gran Creu de l'Ordre de Carles III. És Doctor Honoris causa per les Universitats Científica del Sud (2013) i Nacional Major de Sant Marcos, Lima (2014). En 2015 va ser nomenat Honorary Fellow del Royal College of Physicians del Regne Unit, organisme consultor de la Corona Britànica per a l'assistència i ensenyament de la Medicina, fundada per Enric VIII compleix en aquests dies els seus primers 500 anys convertint-se en el primer espanyol que rep aquest reconeixement.

## Activitat política

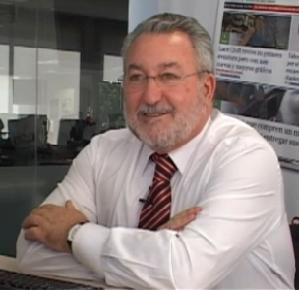
Bernat Sòria

El 6 de juliol de 2007 fou nomenat Ministre de Sanitat i Consum en substitució d'Elena Salgado en la quarta remodelació del govern de José Luis Rodríguez Zapatero. Aquest càrrec l'ostentà fins al 7 d'abril del 2009, data en què hi va haver la primera gran remodelació de la 2a legislatura de José Luis Rodríguez Zapatero com a president del govern. Durant la dictadura franquista va ser representant estudiantil a la Universitat de València i militant del antic PSPV. Representant dels llavors nomenats PNNs (professors no nomeraris) durant la transició. De pensament socialdemocrata ha col·laborat activament amb les associacions de pacients i amb la "Mision Médica Amazonia".